# کوردوبا (وراکروز)
کوردوبا، وراکروز (به اسپانیایی: Córdoba, Veracruz) از شهرهای کشور مکزیک است که در ایالت وراکروز قرار دارد و جمعیت آن طبق سرشماری سال ۲۰۱۰ میلادی ۱۴۰٬۸۹۶ نفر بوده است.